# Gokaden

Zentren der japanischen Schwertschmiedetraditionen. Die Gokaden sind rot gekennzeichnet.

Unter Gokaden (jap. 五ヶ伝 dt. „Fünf Traditionen“) werden die fünf klassischen Schwertschmiedetraditionen Yamato-Tradition (Provinz Yamato), Sōshū-Tradition (Sōshū, d. h. Provinz Sagami), Bizen-Tradition (Provinz Bizen), Yamashiro-Tradition (Provinz Yamashiro) und Mino-Tradition (Provinz Mino) zusammengefasst. Daneben werden teilweise Schwerter der Shintō-Periode den Gokaden als sechste Tradition, die sogenannte „Rokaden“, anbei gestellt.
In verschiedenen japanischen Provinzen entwickelten sich eigene typische Verfahren und Traditionen bei der Herstellung von Nihontō, die auch verschiedene Perioden zugeteilt werden. Die jeweils in den Provinzen ansässigen Schwertschmiedeschulen (z. B. die Tegai-Schule und die Hōshō-Schule in Yamato) teilten untereinander ähnliche Traditionen, die sie von Schulen anderer Provinzen unterschieden.
Insgesamt werden ca. 80 % der in der Kotō-Periode produzierten Schwerter in Japan den Gokaden zugeordnet. Die Einordnung der Schwerter in eine der fünf Traditionen ist allerdings nicht immer einfach, da es durchaus vorkommt, dass Schwertschmiede leicht von der jeweiligen Tradition abwichen oder gar mehrere Stile in eine Klinge einfließen ließen. Bekanntestes Beispiel für die Mischung verschiedener Stile ist sicherlich der Schwertschmied Kaneuji, der sowohl in der Yamato-Tradition als auch in der Sōshū-Tradition schmiedete und als Gründer der Mino-Tradition gilt.

## Yamato-Den
Ihr Ursprung liegt in der Nara-Zeit, in der Yamato als Zentrum der japanischen Kultur galt. Die Provinz liegt südlich von Kyōto in der Region Kinai (jap. 畿内, wörtlich: „Inneres des Hauptstadtgebiets“). Die Stadt Heijō-kyō (heute: Nara) in der Provinz Yamato war damals Hauptstadt des japanischen Reiches, so dass sich hier und in umliegenden Tempeln viele Schwertschmiede ansiedelten. Der Legende nach entstammten auch die ersten japanischen Schwertschmiede Amakuni und Amakura der Yamato-Tradition - Sie gilt damit als älteste der 5 Gokaden. Das ihnen zugeschriebene Kogarasu-maru dürfte wohl das bekannteste Beispiel für die Yamato-Schwertschmiedekunst sein.

## Yamashiro-Den
Mit der Verlegung der japanischen Hauptstadt nach Heian-kyō (heute: Kyōto) in der Provinz Yamashiro im Jahr 794 wuchs die dortige Nachfrage nach Schwertern stark. In der Folge verlagerte sich das Zentrum der japanischen Schwertproduktion von Yamato in die Provinz Yamashiro. Einer der bedeutendsten Schwertschmiede aus dieser Frühphase war der Schwertschmied Munechika.
Innerhalb der Yamashiro-Tradition unterscheidet man zwischen verschiedenen Schulen. Diese waren die Sanjo-Schule, die Awataguchi-Schule, die Rai-Schule, die Ayakoji-Schule, die Ukai-Schule, die Aoe-Schule und die Enju-Schule.

## Bizen-Den
Die Bizen-Tradition entstand in der Provinz Bizen in der südlichen Hälfte der heutigen Präfektur Okayama. Aufgrund der topographischen Verhältnisse siedelten sich dort bereits sehr früh Schwertschmiede an. Die Ortschaft Osafune im östlichen Teil der Provinz war schon länger ein Zentrum der Herstellung von Blankwaffen. Die Bizen-Tradition mit ihren spezifischen Charakteristika soll allerdings erst von dem um das Jahr 1100 lebenden Schwertschmied Tomonari (友成) begründet worden sein.
Die frühen Schmiede in der Bizen-Tradition werden als Ko-Bizen-ha (古備前派, „alte Bizen-Strömung“) zusammengefasst. Später entwickelten sich verschiedene Schulen innerhalb der Bizen-Tradition. Man unterscheidet dabei in aller Regel die Fukuoka-Schule, die Yoshioka-Schule, die Ōmiya-Schule, die Yoshii-Schule und die Osafune-Schule, wobei letztere die meisten heute existierenden Schwerter der Bizen-Tradition produzierte.

## Sōshū-Den
Die Sōshū-Tradition entstand noch zur Zeit des Kamakura-Shogunats. Die Schwertschmiede Awataguchi Kunitsuna, Ichimonji Sukezane und Saburō Kunimune aus den Provinzen Yamashiro und Bizen gelten als die Stammväter der Sōshū-Tradition. Das erste im Stile der Sōshū-Tradition geschmiedete Schwert wird allerdings dem Schwertschmied Shintogo Kunimitsu zugeschrieben und ist als Midare Shintogo bekannt. Mit Masamune und Muramasa entstammen auch zwei der bekanntesten Schwertschmiede Japans der Sōshū-Tradition.
Innerhalb der Soshū-Tradition existieren verschiedenen Schulen. Diese waren die Hasebe-Schule, die Nobukuni-Schule, die Samonji-Schule, die Sengo Muramasa-Schule, die Shimada-Schule und die Shitahara-Schule.

## Mino-Den
In der alten Provinz Mino haben sich nach den Wirren des Sturzes des Kamakura-Shogunats im Jahr 1333 - in der Nanbokucho Zeit - etliche Schmiede aus der Provinz Yamato angesiedelt. Ebenfalls aus Echizen, Kaga und Etchu zogen Schmiede gen Süden. Damals war der militärische Verwalter in Mino der Clan der Toki, die ebenfalls über Owari und Ise herrschten. Als Begründer der Tradition gelten die beiden Schüler Masamues: Kaneshige und Kaneuji. Neben Bizen war Mino das größte Zentrum für die Produktion von Klingen im alten Japan. Besonders für Mino ist die Errichtung einer Schmiede-Genossenschaft mit 7 Hauptschulen der Mino-Tradiation gegen 1440. Das Ziel dieser Unternehmung war es, die Beschaffung von Rohstoffen, die Sicherung der Qualität und auch die Vermarktung der Klingen gemeinsam zu erleichtern. Die Toki protegierten diese Genossenschaft, da sie aufgrund zahlreicher Konflikte einen hohen Bedarf an guten Klingen hatten.
Ähnlich wie in Bizen wurden zur Hochzeit der Sengoku-Epoche Schwerter in industriellen Ausmaß und minderer Qualität produziert - sogenannte „Bündelschwerter“, Taba-Gatana.

## Wakimono - Nebenschulen
Die Schwertschmiede der Kotō-Periode, die keiner der Gokaden zuzuordnen sind (ca. 20 %), werden als Wakimono (脇物, dt. etwa: „Nebenschulen“) oder auch Majiwarimono bezeichnet. Im Allgemeinen werden hierunter 19 verschiedene Schwertschmiedeschulen gefasst. Überwiegend befanden sich diese außerhalb der Provinzen Yamashiro, Yamato, Bizen, Sōshū und Mino.
Die 19 zu den Wakimono zählenden Schulen waren:
1. Takada in der Provinz Bungo,
2. Uda in der Provinz Etchū,
3. Mihara in der Provinz Bingo,
4. Shimada in der Provinz Suruga,
5. Shitahara in der Provinz Musashi,
6. Kanabo in der Provinz Yamato,
7. Fujishima in der Provinz Kaga,
8. Dōtanuki (同田貫) in der Provinz Higo,
9. Nio in der Provinz Suō,
10. Gassan (月山) in der Provinz Dewa,
11. Hōju (寶壽/宝寿) in der Provinz Mutsu,
12. Kaifu (海部) in der Provinz Awa,
13. Kongobei in der Provinz Chikuzen,
14. Iruka in der Provinz Kii,
15. Sudo in der Provinz Kii,
16. Chiyozuru in der Provinz Echizen,
17. Hashizume (橋詰) in der Provinz Kaga,
18. Yamamura in der Provinz Echigo und
19. Momokawa (桃川) in der Provinz Echigo.